# یواس‌اس پنساکولا (سی‌ای-۲۴)
یواس‌اس پنساکولا (سی‌ای-۲۴) (به انگلیسی: USS Pensacola (CA-24)) یک کشتی بود که طول آن ۵۸۵ فوت ۸ اینچ (۱۷۸٫۵۱ متر) بود. این کشتی در سال ۱۹۲۹ ساخته شد.